# Berta da Borgonha
Berta da Borgonha (952, 964, 965 ou 967 – depois de 1010, em 16 de janeiro de 1016, ou em 1035), foi rainha consorte de França, casada com Roberto II de França. Era filha de Matilda de França e do rei Conrado das Duas Borgonhas, "o Pacífico", e portanto neta materna de Luís IV de França.

## Biografia
Casou-se em primeiras núpcias com conde Eudo I de Blois, a quem deu três filhos. Na Primavera de 996, depois da morte do marido no mês de março, Berta veio pedir ajuda e protecção a Roberto II de França. Este foi seduzido pela sua nobreza e determinação, e pouco depois tornaram-se amantes. O amor teria a oposição de Hugo Capeto, que tinha sido inimigo do seu primeiro marido.
Mas meses mais tarde, quando o velho rei morreu, Roberto acabaria por repudiar a sua esposa Rosália de Ivrea, cerca de vinte anos mais velha, de quem não gerara descendência. Apesar da oposição também da Igreja, que o condenou formalmente por motivos de consanguinidade, no final de Novembro ou no início de Dezembro de 996 casou-se com Berta. Com este matrimónio, o Pio pretendia gerar um herdeiro para a jovem dinastia capetiana, e o dote da sua nova esposa incluía os direitos sobre a Borgonha e as imensas possessões da poderosa família de Blois.
Com efeito, a ligação de Berta e Roberto tinha implicações geopolíticas: uma grande parte dos territórios do duque da Borgonha prestava vassalagem ao imperador Otão III da Germânia e os Otões controlavam o norte da Itália e tinham grande influência na nomeação dos papas.

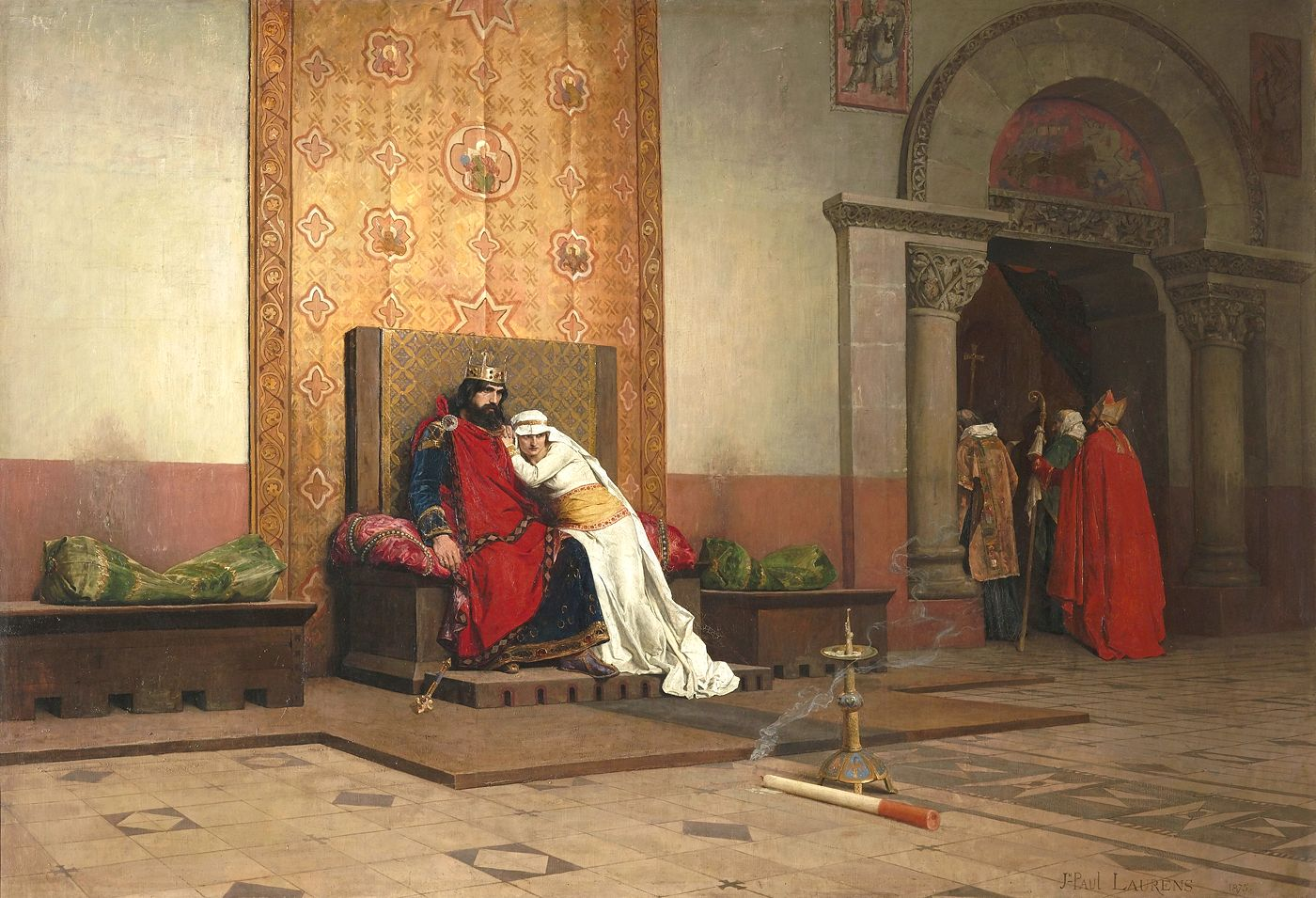
A excomunhão de Roberto o Pio, Roberto II de França e Berta da Borgonha retratados na pintura academicista e orientalista de Jean-Paul Laurens (século XIX), no Museu de Orsay

Em Fevereiro de 997, no concílio de Pavia, o papa Gregório V exortou Roberto a renunciar à "sua prima (que era inclusivamente mãe de um afilhado seu), uma vez que a tinha desposado contrariamente à interdição apostólica", e condenou os bispos que "consentiram estas núpcias incestuosas". No Verão seguinte, o papa e o imperador germânico convocaram um novo concílio em Roma. Foi infligida uma pena de sete anos de penitência ao rei, foi feita a ameaça de excomunhão dos dois amantes e de colocar o reino da França sobre interdicto (excomunhão aplicada a um território), o que nunca se chegou a concretizar.
Em 999, Gerberto d'Aurillac subiu ao papado com o nome de Silvestre II. Como antigo mestre de Roberto e de Otão III, tinha mais poder negocial com os dois soberanos. Aos 29 anos de idade, e como do seu casamento só nascesse um nado-morto, Roberto acabou por ceder à anulação do matrimónio em 1003, apesar de não renunciar à anexação da Borgonha, que conseguiuria oficializar após um longo conflito.
Casou-se então pela terceira vez com Constança de Arles (973-1034), filha de Adelaide-Branca de Anjou e de Guilherme I, conde da Provença e Arles, de quem teve descendência. Mas apesar do novo casamento, Berta ainda se manteve sua amante. Em 1008, devido às pressões e recriminações da sua nova esposa, Roberto deslocou-se a Roma para tentar oficializar ainda o seu casamento com o amor da sua vida. O papa, agora João XVIII, recusou, e desta vez o monarca submeteu-se à vontade eclesiástica.
Berta faleceria depois de 1010, em 16 de Janeiro de 1016 ou em 1035.